# Alberto Loddo
Alberto Loddo (Cagliari, 5 gennaio 1979) è un ex ciclista su strada italiano, professionista dal 2002 al 2010.
Buon "cacciatore di tappe", ha vinto corse in America, Asia, Medio Oriente ed Europa, ma non è riuscito ad aggiudicarsi frazioni dei Grandi Giri.

## Carriera
Originario di Capoterra, in provincia di Cagliari, a sedici anni si trasferisce in Lombardia per gareggiare. Tra i dilettanti Under-23 corre per quattro stagioni con la brianzola Zoccorinese, ottenendo diversi successi tra cui quelli nel 2001 alla Coppa San Geo, al Trofeo Franco Balestra e al Gran Premio della Liberazione.
Diventa professionista nel 2002 con la Lampre e coglie subito una vittoria nella quarta tappa del Tour of Qatar. L'anno successivo vince un'altra tappa e la classifica generale della stessa corsa. Dopo una stagione alla Saunier Duval-Prodir senza grandi soddisfazioni, nel 2005 decide di lasciare il professionismo e gareggiare solo come dilettante, tra le file della Bottoli-Artoni-Zoccorinese, e contemporaneamente lavora nell'impresa di demolizioni del suocero.
Ritorna tra i professionisti nel 2006 con la Selle Italia-Diquigiovanni di Gianni Savio: in due anni con la nuova formazione ottiene quattordici successi, sei nel 2006 e otto nel 2007, soprattutto tra Spagna, Malesia, Cile e Venezuela. Nel 2008 passa alla Tinkoff Credit Systems. Nel 2009 torna quindi alla Diquigiovanni-Androni di Savio, ma perde parte della stagione per un infortunio e conseguente operazione. Nel 2010, sempre alla Diquigiovanni-Androni, vince due tappe al Tour de San Luis in Argentina battendo in entrambe le occasioni Danilo Napolitano; riesce poi a superare in volata Alessandro Petacchi e a vincere una frazione al Giro di Sardegna. A fine stagione lascia il professionismo.

## Palmarès
- 1998 (Under-23)

Coppa Sant'Anna
- 1999 (Under-23)

Trofeo Lindo e Sano
- 2000 (Under-23)

Trofeo Lampre
Trofeo Sportivi Magnaghesi
Coppa Mobilio Ponsacco
Coppa d'Inverno
- 2001 (Under-23)

Coppa San Geo
Gran Premio Città di Felino
Trofeo Franco Balestra
Coppa Caduti di Soprazocco
Gran Premio della Liberazione
Giro delle Tre Provincie
Gran Premio Città di Napoli
- 2002 (Lampre, una vittoria)

4ª tappa Tour of Qatar (Ras Laffan > Doha)
- 2003 (Lampre, tre vittorie)

2ª tappa Volta ao Algarve (Lagoa > Vila Real de Santo António)
1ª tappa Tour of Qatar (Doha > Doha)
Classifica generale Tour of Qatar
- 2006 (Selle Italia-Diquigiovanni, sei vittorie)

4ª tappa Vuelta al Táchira (El Dividive > El Vigía)
3ª tappa Circuit de la Sarthe (Angers > Ernée)
4ª tappa Vuelta Líder al Sur (Valdivia > Pucón)
7ª tappa Vuelta Líder al Sur (Chillán > Talca)
8ª tappa, 1ª semitappa, Vuelta Líder al Sur (Talca > Curicó)
10ª tappa Vuelta Líder al Sur (Santiago del Cile > Santiago del Cile)
- 2007 (Diquigiovanni-Androni, otto vittorie)

1ª tappa Tour de Langkawi (Dataran Lang > Pantai Cenang)
4ª tappa Tour de Langkawi (Gua Musang > Kota Bharu)
5ª tappa Tour de Langkawi (Kota Bharu > Kuala Terengganu)
6ª tappa Tour de Langkawi (Kuala Terengganu > Chukai)
10ª tappa Tour de Langkawi (Kuala Lumpur > Kuala Lumpur)
1ª tappa Vuelta a la Rioja (Lardero > Calahorra)
1ª tappa Vuelta al Táchira (Barquisimeto > Barquisimeto)
2ª tappa Vuelta a Asturias (Llanes > Avilés)
- 2008 (Tinkoff, due vittorie)

4ª tappa Tour of Qatar (Khalifa Stadium > Al Khor Corniche)
5ª tappa Tour de Langkawi (Johor Bahru > Bandar Penawar)
- 2009 (Diquigiovanni-Androni, due vittorie)

1ª tappa Vuelta a Venezuela (Puerto La Cruz > Puerto La Cruz)
2ª tappa Vuelta a Venezuela (Barcelona > El Tigre)
- 2010 (Diquigiovanni-Androni, tre vittorie)

3ª tappa Tour de San Luis (Fraga > Buena Esperanza)
7ª tappa Tour de San Luis (San Luis > San Luis)
5ª tappa Giro di Sardegna (Sant'Antioco > Cagliari)

### Altri successi
- 2003 (Lampre)

Classifica giovani Tour of Qatar
Classifica a punti Tour of Qatar
1ª tappa, 2ª semitappa Settimana Internazionale di Coppi e Bartali (Rimini, cronosquadre)
- 2006 (Selle Italia-Diquigiovanni)

Classifica a punti Vuelta Líder al Sur
Classifica a punti Circuit de la Sarthe
- 2007 (Diquigiovanni-Androni)

Classifica a punti Tour de Langkawi
- 2008 (Tinkoff)

1ª tappa Settimana Ciclistica Lombarda (Cronosquadre, Brignano Gera d'Adda)

## Piazzamenti

### Grandi Giri
- Giro d'Italia

2004: ritirato (17ª tappa)
2006: ritirato (16ª tappa)
2008: ritirato (7ª tappa)
2010: ritirato (11ª tappa)

### Classiche monumento
- Milano-Sanremo

2008: non partito
- Giro delle Fiandre

2003: ritirato
- Parigi-Roubaix

2002: ritirato
2003: ritirato
2008: ritirato
2010: ritirato

### Competizioni mondiali
- Campionati del mondo

Città del Capo 1997 - Chilometro a cronometro Juniores: 3°

### Competizioni europee
- Campionati europei

Apremont 2001 - In linea Under-23: 26°